# Deutsche Badmintonmeisterschaft 1981
Die Deutsche Badmintonmeisterschaft 1981 fand vom 6. bis zum 8. Februar 1981 in Duisburg-Rheinhausen statt.

## Medaillengewinner
| Disziplin    | Gold                                                           | Silber                                                                        | Bronze                                                                    |
| ------------ | -------------------------------------------------------------- | ----------------------------------------------------------------------------- | ------------------------------------------------------------------------- |
| Herreneinzel | Michael Schnaase (1. BV Mülheim)                               | Ulrich Rost (STC Blau-Weiß Solingen)                                          | Hans-Georg Fischedick (Bottroper BG)                                      |
| Herreneinzel | Michael Schnaase (1. BV Mülheim)                               | Ulrich Rost (STC Blau-Weiß Solingen)                                          | Gerhard Treitinger (1. DBC Bonn)                                          |
| Dameneinzel  | Kirsten Schmieder (OSC 04 Rheinhausen)                         | Gudrun Ziebold (1. DBC Bonn)                                                  | Marie-Luise Schulta-Jansen (1. BV Mülheim)                                |
| Dameneinzel  | Kirsten Schmieder (OSC 04 Rheinhausen)                         | Gudrun Ziebold (1. DBC Bonn)                                                  | Elke Weber (VfL Wolfsburg)                                                |
| Herrendoppel | Roland Maywald (1. BC Beuel) Karl-Heinz Zwiebler (1. BC Beuel) | Horst Lösche (1. BV Mülheim) Michael Schnaase (1. BV Mülheim)                 | Gerd Kattau (Hamburger SV) Joachim Schulz (Hamburger SV)                  |
| Herrendoppel | Roland Maywald (1. BC Beuel) Karl-Heinz Zwiebler (1. BC Beuel) | Horst Lösche (1. BV Mülheim) Michael Schnaase (1. BV Mülheim)                 | Harald Klauer (1. DBC Bonn) Gerhard Treitinger (1. DBC Bonn)              |
| Damendoppel  | Brigitte Steden (TSV Glinde) Elke Weber (VfL Wolfsburg)        | Gudrun Ziebold (1. DBC Bonn) Marieluise Wackerow (1. BC Beuel)                | Petra Dieris-Wierichs (FC Bayer 05 Uerdingen) Karin Kucki (1. BV Mülheim) |
| Damendoppel  | Brigitte Steden (TSV Glinde) Elke Weber (VfL Wolfsburg)        | Gudrun Ziebold (1. DBC Bonn) Marieluise Wackerow (1. BC Beuel)                | Heidi Krickhaus (STC Blau-Weiß Solingen) Elke Schrick (1. BC Leverkusen)  |
| Mixed        | Horst Lösche (1. BV Mülheim) Vera Martini (TuS Wiebelskirchen) | Karl-Heinz Garbers (1. BV Mülheim) Marie-Luise Schulta-Jansen (1. BV Mülheim) | Roland Maywald (1. BC Beuel) Marieluise Wackerow (1. BC Beuel)            |
| Mixed        | Horst Lösche (1. BV Mülheim) Vera Martini (TuS Wiebelskirchen) | Karl-Heinz Garbers (1. BV Mülheim) Marie-Luise Schulta-Jansen (1. BV Mülheim) | Rolf Heyer (OSC 04 Rheinhausen) Karin aus dem Siepen (OSC 04 Rheinhausen) |